# Messelasturidae
De Messelasturidae zijn een familie van uitgestorven roofvogels die leefden in het Eoceen. De groep werd in eerste instantie beschouwd als primitieve uilen, maar tegenwoordig worden deze roofvogels over het algemeen gezien als dagroofvogels die in enige mate convergente evolutie vertonen met de uilen.
De Messelasturidae omvat de twee soorten Messelastur gratulator en Tynskya eocaena. Messelastur is bekend uit de Groeve Messel in Duitsland, fossielen van Tynskya zijn afkomstig uit de Green River-formatie in Wyoming en de London Clay in Engeland.

## Beschrijving
De schedel van de Messelasturidae is voorzien van een raptoriale snavel en een grote supraorbitale processus. Op de voeten hadden Messelasturidae geen verbeende supratendineale brug op de distale tibiotarsus. Ze hadden ook raptorachtige vingerkootjes. Tynskya wordt gekenmerkt door een opvallende morfologie van de tarsometatarsus.
Het waren waarschijnlijk grondbewonende carnivoren. Ze bestonden tussen 61,7 en 40,4 miljoen jaar geleden.

## Ontdekking en classificatie
Messelastur gratulator werd oorspronkelijk beschreven in 1994 op basis van twee schedels met bijbehorende wervels, gevonden in de Groeve Messel uit het Eoceen van Duitsland. Tynskya eocaena werd in 2000 beschreven door Gerald Mayr op basis van exemplaren, gevonden in de Green River-formatie uit het Eoceen in het westen van de Verenigde Staten. Soortgelijke resten werden ook gevonden in de London Clay van Zuid-Engeland van dezelfde leeftijd. In 2004 werd een meer compleet skelet van Messelastur beschreven, en het werd samen met Tynskya door Mayr in hun eigen familie Messelasturidae geplaatst als de zustergroep van de Strigiformes of mogelijk de Falconiformes. Een ander exemplaar van Messelastur uit de Groeve Messel werd in 2011 beschreven door Mayr, die vaststelde dat Messelasturidae nauw verwant was aan de familie Halcyornithidae, en dat beide waarschijnlijk stamgroepen waren van de Psittaciformes. Een onderzoek uit 2021 beschreef de nieuwe soort Tynskya waltonensis uit de London Clay. Een fylogenetische analyse beperkt tot moleculaire gegevens uitgevoerd in het onderzoek, ontdekte dat messelasturiden nauw verwant zijn aan Psittacopasserae, de clade die Passeriformes en Psittaciformes bevat, maar een zustergroepverwantschap met Halcyornithidae werd niet gevonden.

## Ecologie
Door de mozaïekachtige morfologie van messelasturiden is hun ecologie moeilijk te beoordelen. Waarschijnlijk hadden ze een gespecialiseerde voedingsecologie. Het is onwaarschijnlijk dat ze regelmatig de grond afzochten op zoek naar voedsel of zich bezighielden met jagen door middel van vluchten vanaf hooggelegen plekken. Het is mogelijk dat ze een roofvogelecologie hadden, en er zijn ook ongewervelde dieren met harde schalen genoemd als voedselbron, maar andere voedselbronnen zoals vruchten en zaden kunnen niet worden uitgesloten.

## Verspreiding
Fossielen van Messelastur zijn bekend uit Duitsland (Messel). Resten van Tynskya zijn gevonden in de Verenigde Staten (Green River-formatie) en in het Verenigd Koninkrijk (London Clay), wat de gelijkenis illustreert tussen de vogels uit het Vroeg-Eoceen van Noord-Amerika en Europa. Onbestemde messelasturide resten zijn ook gemeld uit de Nanjemoyformatie uit het Vroeg-Eoceen van Virginia in de Verenigde Staten. Een ongedefinieerde vogel uit het Paleoceen van de Menat maar-afzetting in Frankrijk vertoont gelijkenissen met zowel Messelasturidae als Halcyornithidae.